# Dimítris Réppas
Dimítris Réppas (en grec moderne : Δημήτρης Ρέππας) né le 6 juillet 1952 à Léonidion d'Arcadie est un homme politique grec.

## Biographie
Dentiste de formation, Dimítris Réppas est élu au parlement hellénique pour la première fois en 1981. Il est ministre de la Presse et des Médias dans le gouvernement Simítis II puis ministre d'État et enfin ministre de l'Emploi et de la Protection sociale dans le gouvernement Simítis III.
Il est ensuite ministre des Transports entre le 6 octobre 2009 et le 17 juin 2011, puis ministre des Réformes administratives et de l'Administration électronique jusqu'au 11 novembre, dans le gouvernement de Giórgos Papandréou. Ce jour-là, il est reconduit dans le gouvernement de Loukás Papadímos, dont le mandat s'achève le 17 mai 2012.